# Epicrates angulifer
Chilabothrus angulifer là một loài rắn trong họ Boidae. Loài này được Bibron mô tả khoa học đầu tiên năm 1843.

## Hình ảnh

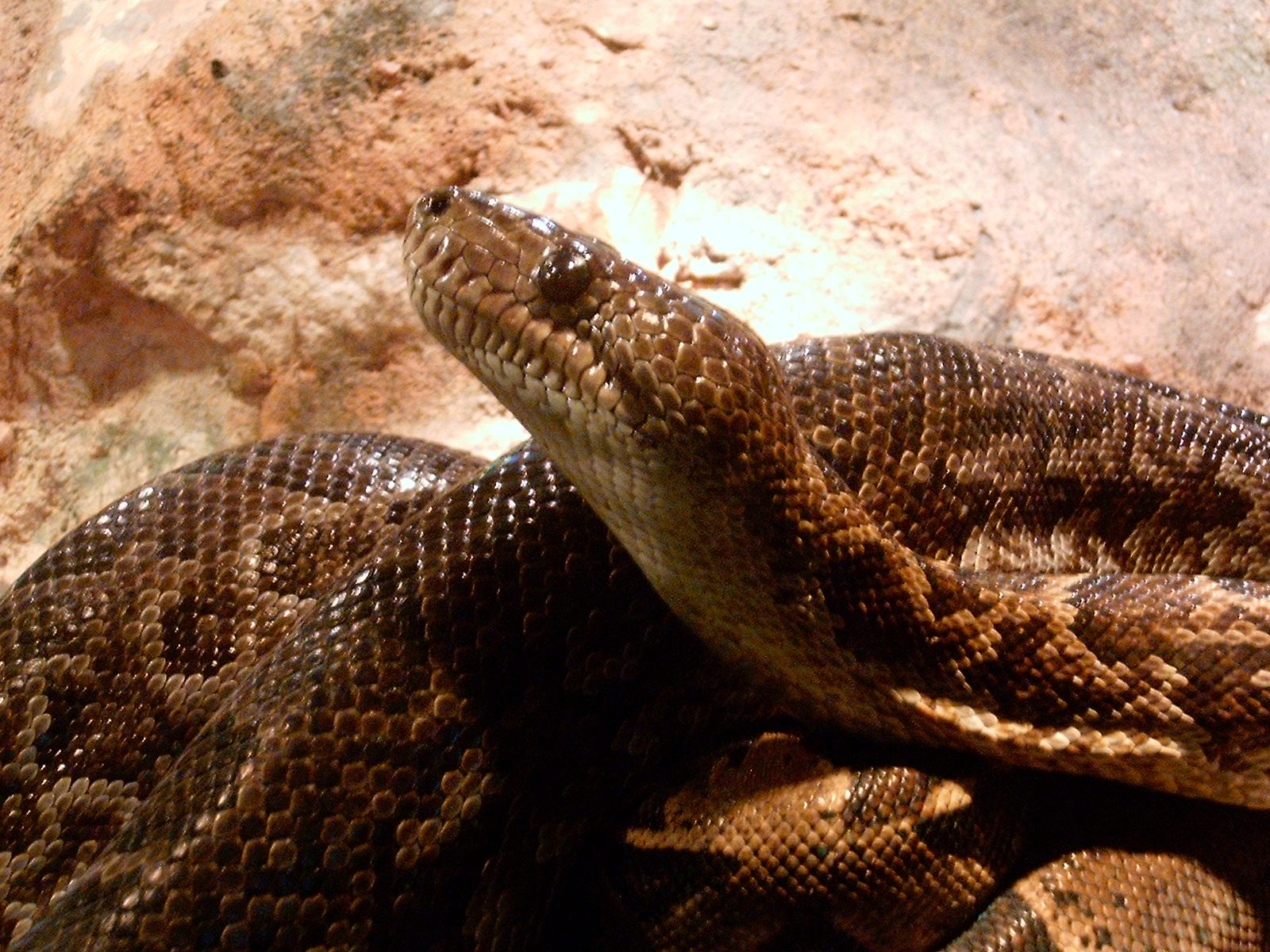
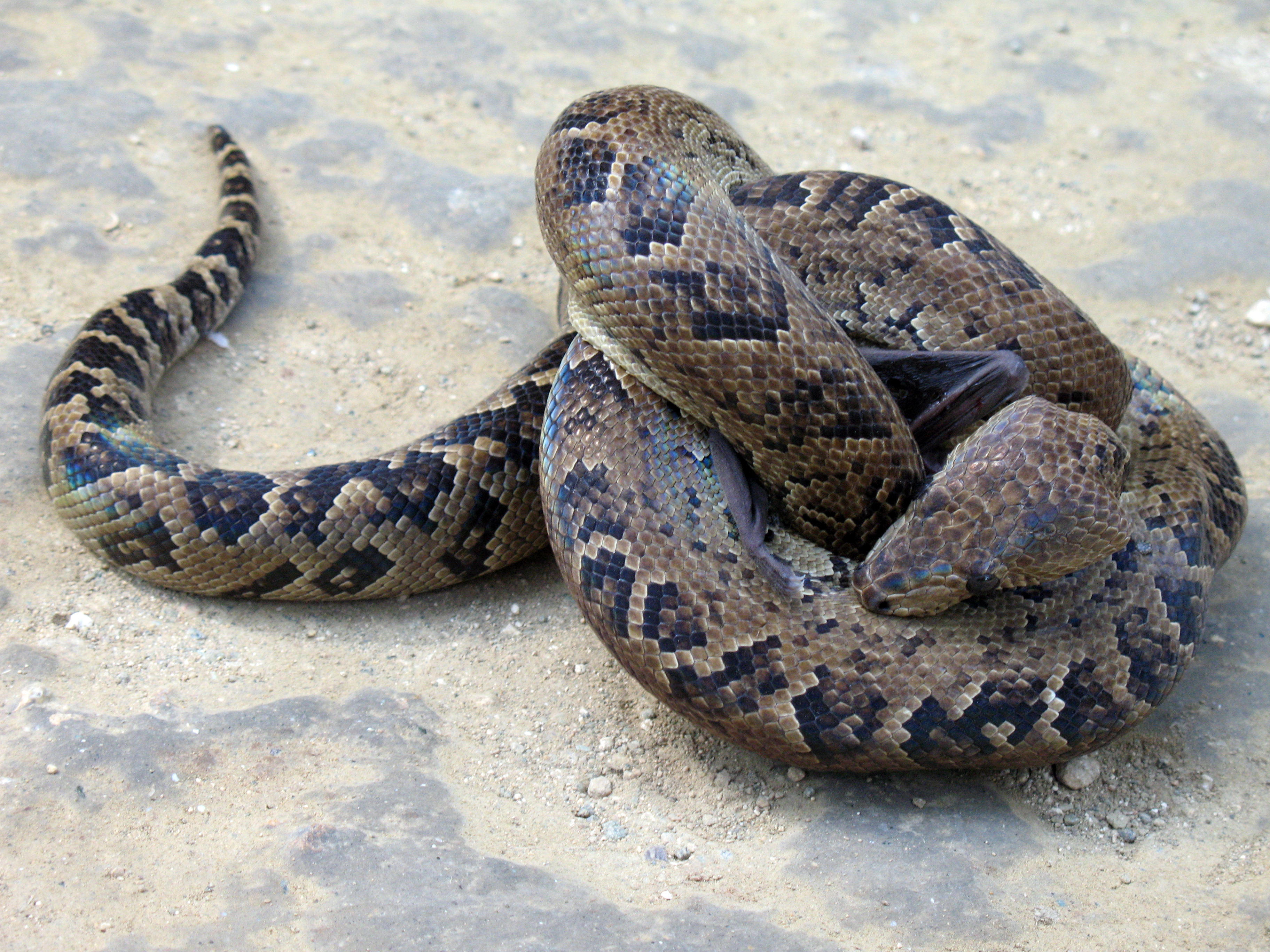

- Tập tin:Boa kubański (Epicrates angulifer).JPG